# Каліграми. Вірші Миру і Війни
«Калігра́ми. Вірші́ Ми́ру і Війни́» — збірка Гійома Аполлінера, в якій осмислюються події Першої світової війни та порушуються важливі проблеми духовного й історичного буття людства. Збірка вийшла друком у 1918 році. Вона поділяється на дві частини: до першої увійшли поезії, написані Аполлінером у 1913 р. і першій половині 1914 р., до другої — фронтові поезії.

## Задум «Каліграм»
Збірка Гійома Аполлінера «Каліграми. Вірші Миру і Війни» написана під враженням від подій Першої світової війни і видана 1918 року. До неї увійшли поезії 1913—1916 років — трагічних для Європи років початку століття. Книга присвячена пам'яті друга поета, літератора Рене Даліза, який загинув на фронті. Смерть друга, як і інші тяжкі втрати, надзвичайно вразила письменника. Гійом Аполлінер поставив собі за мету відтворити в поетичній формі логіку розвитку своєї епохи, показати загальні тенденції драматичного часу. Цій меті підпорядкована композиція збірки, що складається із шести розділів, кожен з яких відповідає певному періоду чи характерним особливостям початку віку. Отже, Аполлінер поєднав у своїй збірці поезію і час, зробив лірику своєрідним вираженням доби. У листі до Андре Бійї він зазначав:

| Це — книга воєнного часу і містить у собі життя; якщо доля буде більше сприяти моїй поетичній репутації, вона більше, ніж «Алкоголі», схвилює читачів... Щодо закиду, начебто я руйнівник, то я не сприймаю це категорично, бо я ніколи не руйнував, навпаки, намагався будувати...[1]. |

## Експериментаторство Аполлінера

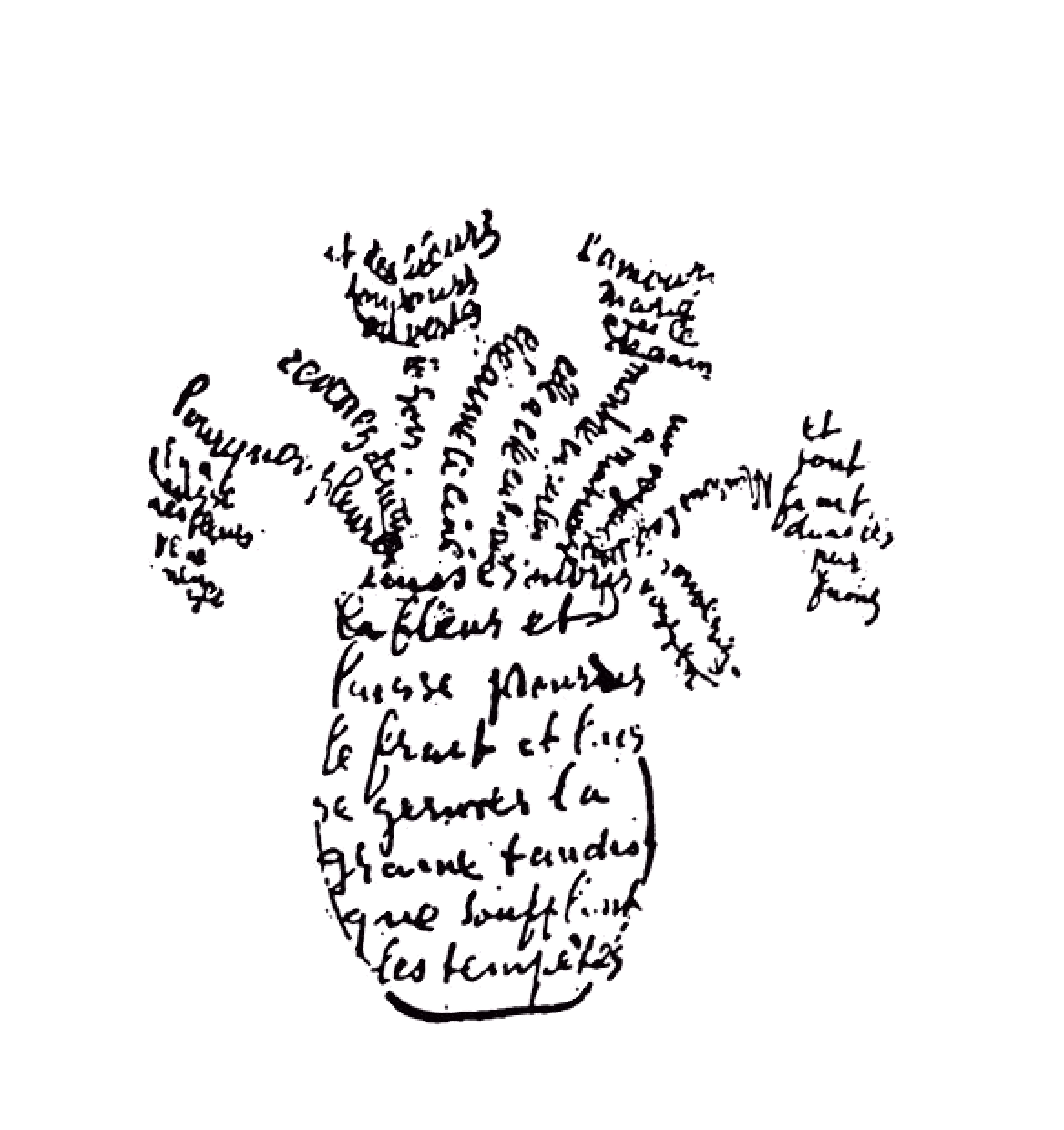
Каліграма"

Назва збірки пов'язана з експериментами Аполлінера в царині поетичної форми. Частина віршів має вигляд ліричних ідеограм, або каліграм: їх текст утворює своєрідний малюнок (сонце, мандоліна, голуб, фонтан, будинок, зірка, лінії дощу тощо). Аполлінер не відкрив ідеограми, цю досить незвичайну форму вірша. Перші ідеограми античними авторами створювалися ще у IV ст. до н. е. Є вони і в романі Ф. Рабле «Гаргантюа і Пантагрюель» . 1889 року поет Арман Бургад написав вірш у формі Ейфелевої вежі: у ньому було 300 рядків, довжина яких відповідала контуру малюнка, а сам твір називався «300-метрова Ейфелева вежа, складена із 300 рядків». Новаторська сміливість Аполлінера полягала в тому, що він пристосував відому віршову форму для вираження настроїв своєї епохи. Але не тільки. Використовуючи графічні можливості малюнка, поет, за слушним спостереженням Т. Балашової, прагнув залишатися ліричним поетом і в цій галузі. Тобто експериментаторство було для нього важливе не само по собі, а як спосіб вираження ліричного світовідчуття. При всій суперечливості поетичної форми каліграм вони свідчать лише про те, що для відображення складності сучасного йому буття Аполлінеру було вже замало суто вербальних засобів. У час, коли епоха змінювалася так стрімко і раптово, він не міг обмежитися традиційними словесними формами. Для нього важливим був і сам «простір», де існує його вірш, тобто загальний малюнок. Форма каліграм містила не тільки ідейну, а й естетичну інформацію. Аполлінер вважав себе провісником мистецтва майбутнього, ця форма розглядалася ним як один із засобів нової культури.:
|  | Я проголошую сьогодні Усьому світу що вродилось Нове мистецтво ворожби. «Узвишшя» |

«Мистецтво ворожби», чарівна сила мистецтва — ось що було предметом естетичних пошуків Аполлінера, котрий наділяв свої каліграми магічною силою, що, на його думку, мала справити великий вплив на читачів.

## Основні мотиви збірки «Каліграми. Вірші Миру і Війни»

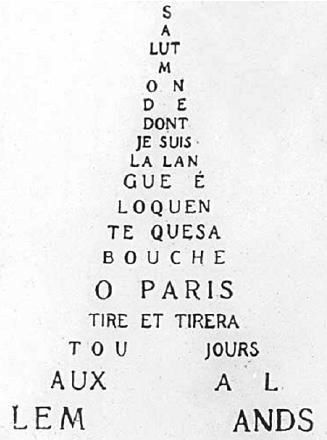
Каліграма Гійома Аполлінера (1880–1918), форма якої нагадує Ейфелеву вежу. «Salut monde dont je suis la langue éloquente que sa bouche Ô Paris tire et tirera toujours aux allemands»

Збірка «Каліграми. Вірші Миру і Війни» засвідчила еволюцію ліричного героя Гійома Аполлінера. Якщо в «Алкоголях» він сприймав дійсність крізь своє «сп'яніння» життям, був палко закоханий у світ і сповнений надій, то у збірці «Каліграми» герой пізнав трагічний досвід війни. Він зазнав особистих втрат і розчарувань, побачив тисячі смертей, сам брав участь у воєнних діях, був свідком руйнівних процесів в Європі часів Першої світової війни. Тому образ ліричного героя став трагічнішим, а тональність збірки «Каліграми» змінилася порівняно з попередніми творами Гійома Аполлінера. Чільне місце в ній посіло зображення жахів війни. Автор із глибоким сумом спостерігає, як війна забирає коханих, друзів, рідних, як вона руйнує саму душу людини, адже людина, що звикла до вбивств і насилля, сама внутрішньо вмирає:
|  | «Людина б'є людину І котиться униз падучою зорею». «Маленьке авто» |

У вірші «Є» відтворена узагальнена картина війни, що пройшла через Європу і через серце ліричного героя:
| Є піхотинець осліплений задушливим газом Є вщент роздовбані кишки-траншеї Кельна Гете і Ніцше Є туга за листом що забарився Є в мене у планшеті кілька фотокарток моєї коханої Є полонені що бредуть понуро…. «Є». |

Війна зображується автором в широкому плані через його особисті враження й почуття. В одному вірші поет зумів передати трагедію мільйонів і драму конкретної особистості, загибель природного і культурного начал, напружену атмосферу Європи початку XX століття. Поєднання різних планів — об'єктивного і суб'єктивного, особистісного і загального, малого і великого — характерна прикмета цієї збірки. Через конкретне автор усвідомлює загальні закономірності доби, через свої особисті переживання — сприймає всю глибину драми свого часу.
Аполлінер гнівно виступає проти війни. Він змальовує протиприродність насильства, антигуманний характер Першої світової: 
|  | «Над Європою вставали розлючені велетні». . |

У віршах «Зарізана голубка й водограй», «Гранадські жалібниці», «Прощання вершника» та інших постають загублені долі, втрачені надії, а також обличчя тих, хто вже ніколи не повернеться з війни. У вірші «Дерево» образ війни гіперболізується: 
|  | «На світі більшає жури Боги постаріли з скорботи». . |

 «Дерево»
Однак зміст збірки «Каліграми…» не вичерпується антивоєнною тематикою. Автор прагне осягнути зміни, що відбулись у світі, зрозуміти свою епоху і знайти вихід із трагічної ситуації. Пізнавши гіркий досвід війни, він хоче відшукати можливості для розвитку життя, У вірші «Весь час» поет замислюється над своїм часом, над тим, куди прямує людство:
| Весь час Ми далі йтимемо але вперед ніколи Згубить Але згубить по-справжньому Аби могти знайти Згубить Життя або знайти Звитягу. |

Через досвід смерті Аполлінер шукає життя. Тому його збірка, крім трагічних і викривальних мотивів, пройнята ще й життєствердними настроями. Він мріє про майбутнє, яке не буде схожим на трагічне сучасне. У вірші «Перемога» автор пише про те, що справжня перемога над війною настане тільки тоді, коли людство зможе переосмислити свій історичний шлях і вийти до нового життя, будувати його за законами миру і краси:
| Перемога Це буде передусім Добре бачити здалека Все бачити зблизька І щоб усе називалось по-новому. «Перемога» |

У вірші «Узвишшя» змальовано прекрасний образ майбутнього, про яке так натхненно мріє поет. Його думка сягає на багато десятиліть уперед, і там він уже не бачить ні крові, ні насильства, а головне — вірить у злет людського духу: 
|  | «І люди стануть як боги Живі і мудрі і пречисті».. |

 Поет вважає, що незабаром настане пора, коли людство перетворить свій трагічний досвід на енергію життя:
| Настане час і ми спізнаєм Усі можливості страждання І то не буде ні одвага Ні самозречення ані Щось інше досі нам відоме. «Узвишшя» |

Аполлінер плекає надію, що людина повернеться до своєї людської суті, відкриє у собі небачені до цього можливості і стане справжнім вінцем творіння: 
|  | «Багато знайдемо в людині Не шуканих іще прикмет».. |

## Висновки
Митець вважає себе співцем не тільки війни, а й миру. Він підкреслює гуманістичний характер своєї творчості, яка служить не руйнуванню, а навпаки — побудові нового світу. Свою поезію він порівнює із зерням, яке обов'язково дасть плоди, що виростуть у людських душах:
| Я справді знаю це життя І так лиш я співати вмію Що пісня сиплеться як зерно. |

Ще з юності закоханий у життя, Аполлінер, пізнавши жахи війни, ще краще зрозумів його цінність і своє призначення у світі — засобами поезії сприяти творенню цього життя, прекрасного і мирного.

## Виноски
1. ↑  Аполлинер Гийом "Собрание сочинений в 3 томах" Том 1, М., Книговек, 2011 г.
Несобранные рассказы. О художниках и писателях. Литературные портреты и зарисовки, М., Книговек, 2011 г.
2. ↑   О. М. Ніколенко, В.Бардакова Гійом Аполлінер Райнер Марія Рільке «Ранок», 2003.,266 ст.
3. 1 2 3 4 5 6 7 8 9 10 11  Переклад Миколи Лукаша